# モントランブラン・サーキット
シルキュイ・モントランブラン（仏: Circuit Mont-Tremblant, モントランブラン・サーキット）はカナダ、ケベック州モントランブランにあるサーキット。モントリオールから北西へおよそ100kmの場所。
1968年と1970年の2回、F1のカナダGPが開催されている。コース幅が狭い上、路面は起伏があるサーキット。